# Košarovci
Košarovci este o localitate din comuna Gornji Petrovci, Slovenia, cu o populație de 72 de locuitori.